# 梅達斯峰
梅達斯峰（英語：Meads Peak）是南極洲的山峰，位於伊利沙伯女皇地，距離赫得森嶺西北端1公里，海拔高度1,165米，美國地質調查局根據測量和美國海軍拍攝的空中照片繪入地圖，現時由南極條約體系管理。